# Cassino
Cassino es una localidad y comune italiana de la provincia de Frosinone, región de Lacio, con 32.977 habitantes, en el Valle Latino.
Cassino (Casinum en latino) es una antigua ciudad de Italia, de origen osco. Dista 123 km de Roma, 101 km de Nápoles, 28 km de la playa (Golfo de Gaeta) y 24 km del Parque nacional de los Abruzos, Lazio y Molise.

## Evolución demográfica
| Gráfica de evolución demográfica de Cassino entre 1861 y 2001 |
|                                                               |
| Fuente ISTAT - elaboración gráfica de Wikipedia               |